# 維多耶維察山
維多耶維察山是塞爾維亞的山峰，位於該國中部，鄰近普羅庫普列，海拔高度1,155米，該山峰覆蓋著森林和牧場，山頂建有天文台。